# Végel László
Végel László (Szenttamás, 1941. február 1. –) Kossuth-díjas magyar író, drámaíró, esszéista.

## Életpályája
Egyetemi tanulmányait az Újvidéki Egyetem magyar nyelv és irodalom szakán, valamint a Belgrádi Egyetem filozófia szakán végezte.
Az 1960-as évektől kezdve a vajdasági magyar irodalom és közélet meghatározó alakja. Először az újvidéki Képes Ifjúság című lap munkatársa, majd 1971-től 1980-ig a Magyar Szó című napilap Kilátó című irodalmi mellékletének szerkesztője. Közben 1965-től 1971-ig az Új Symposion szerkesztőbizottságának is tagja. 1980 és 1991 között az Újvidéki Televízió dramaturgja volt.
Számos nem magyar nyelvű lapnak és folyóiratnak is dolgozott, köztük az újvidéki Polja (1968–1971) című folyóiratnak, a belgrádi Politika című napilapnak, amelynek állandó színikritikusa volt, majd a zágrábi Prolognak (1987-1989).
1992-ben eltávolították munkahelyéről; a délszláv háború alatt többször bujkálnia kellett, miután a miloševići hatalom nemkívánatos személynek nyilvánította.
1994-2002 között a jugoszláviai Soros Alapítvány újvidéki irodavezetője volt. 2002-től a Szépírók Társaságának, 2003-tól a belgrádi Helsinki Bizottság Tanácsának tagja. 2006-2007 között a német DAAD ösztöndíjasa Berlinben.

## Művei
Műveiben hatásosan boncolgatja a kisebbségi lét jelenségét az emberi alapkérdések tükrében. Írásait angol, szerb, szlovén, német, holland és albán nyelvekre fordították le.
- 1967 Egy makró emlékiratai (regény)

Memoari jednog makroa címmel szerb nyelven is megjelent.
- 1969 A szenvedélyek tanfolyama (regény)
- 1969 Szitkozódunk, de szemünkből könnyek hullanak (elbeszélések)
- 1975 A vers kihívása (esszék jugoszláviai magyar költőkről)
- 1983 Áttün(tet)ések (szerbhorvátul; magyarul 1984-ben)

Dupla ekspozicija címmel szerb nyelven is megjelent.
- 1987 Ábrahám kése (esszék, szerbhorvátul; magyarul 1988-ban)

Abrahamov nož címmel szerb nyelven is megjelent.
- 1989 Judit (drámák)

Judita címmel albán, szerb és szlovén nyelven is megjelent.
- 1992 Lemondás és megmaradás (esszék)

Odricanje i opstajanje címmel szerb nyelven is megjelent.
- 1993 Újvidéki trilógia (Egy makró emlékiratai, második kiadás – Áttüntetések – Eckhart gyűrűje regények)

A Eckhartov prsten (Eckhart gyűrűje) szerb nyelven is megjelent.
- 1995 Wittgenstein szövőszéke (esszénapló)

Wittgensteinov razboj címmel szerb nyelven is megjelent.
- 1998 A nagy Közép-Kelet-Európai Lakoma bevonul a pikareszk regénybe (esszék)

Veliko Srednjo-Istočno-Evropska Gozba stupa u Pikarski Roman címmel szerb nyelven is megjelent.
- 2000 Peremvidéki élet (esszék)

Život na rubu címmel szerb nyelven is megjelent.
- 2000 Exterritórium (esszéregény)

Exterritorium címmel német, Eksteritorij szerb nyelven is megjelent.
- 2003 Parainézis (regény)

Pareneza címmel szerb nyelven is megjelent.
- 2003 Időírás, időközben (naplójegyzetek)

Ispisivanje vremena u medjuvremenu, 2000-2002 címmel szerb nyelven is megjelent.
- 2003 Hontalan esszék (esszék)

Bezdomni eseji címmel szerb nyelven is megjelent.
- 2009 Egy makró emlékiratai (harmadik kiadás)

Bekenntnisse eines Zuhälters címmel német Memoari jednog makroa címmel többször szerb nyelven is megjelent.
- 2011 Időírás, időközben II. (naplójegyzetek)

Ispisivanje vremena u međuvremenu, II. címmel szerb nyelven is megjelent.
- 2012 Bűnhődés (Berlin-szövegek)[3] (naplóregény)

Sühne címmel német, Priče iz donjih predela – berlinski tekstovi címmel szerb nyelven is megjelent.
- 2013 Neoplanta avagy az Ígéret Földje (városregény)

Neoplanta ili Obećana zemlja címmel szerb nyelven is megjelent.
- Négyszemközt Máraival. Naplójegyzetek, 1992–2014; Noran Libro, Bp., 2014
- Balkáni szépség, avagy Slemil fattyúja; Noran Libro, Bp., 2015
- Két tükör között. Időírás irodalommal, 1991–2014; Zetna, Zenta, 2016 (Vulkáni Helikon)
- Exterritórium. Ezredvégi jelenetek; 2. jav. kiad.; Noran Libro, Bp., 2016
- Temetetlen múltunk. Önéletrajzi regény; Noran Libro, Bp., 2019
- Peremvidéki palackposta, Újvidéki napló, 1991–2020; Noran Libro, Bp., 2021

## Díjai
- 1987 Üzenet-díj
- 1993 Ady Endre-díj
- 1994 Szabad Sajtó Díj
- 1995 Déry Tibor-jutalom
- 2000 A Köztársasági Elnök aranyérme
- 2000 A pécsi Jelenkor Kiadó Könyvdíja
- 2001 Az Év Könyve-díj
- 2003 Füst Milán-díj
- 2005 Joseph Pulitzer-emlékdíj
- 2005 A Magyar Köztársasági Érdemrend tisztikeresztje
- 2009 Kossuth-díj
- 2012 Konstantin Obradović-díj
- 2013 Hazám-díj
- 2019 Arany Medál díj